# Aleksàndrovka (Terbuní)
Aleksàndrovka — Александровка (rus) — és un poble de l'óblast de Lípetsk, a Rússia, que en el cens del 2010 tenia 19 habitants. Pertany al districte rural de Terbuní.